# Wladimir Sak
Wladimir Grigorjewitsch Sak (russisch Владимир Григорьевич Зак, wiss. Transliteration Vladimir Grigor'evič Zak, engl. Vladimir Zak; * 11. Februar 1913 in Berdytschiw; † 25. November 1994 in Pawlowsk) war ein ukrainischer Schachspieler und einer der berühmtesten Trainer der Sowjetischen Schachschule.
Er wurde als Kind jüdischer Eltern geboren, sein ursprünglicher Vorname war Wulf. Diesen änderte er später in Wladimir.
Im Zweiten Weltkrieg war er Soldat und trat in die KPdSU ein. Nach dem Krieg ließ er sich in Leningrad nieder und arbeitete dort über 40 Jahre lang als Schachtrainer. Zu seinen bekanntesten Schülern gehörten Boris Spasski und Viktor Kortschnoi. Für diese war er in der Anfangszeit ihrer Karriere ein Vaterersatz. Außerdem trainierte er  u. a. Larissa Volpert, Alexander Kotschijew, Waleri Salow und Gata Kamsky.
Sak erhielt 1958 den Titel Verdienter Trainer der Sowjetunion. Da er selbst nie den Titel eines Schachmeisters erringen konnte und seine Stärke eher im Erkennen von Talenten und deren Frühförderung lag, wandten sich seine Schüler später meist anderen Trainern zu, die ihr Schachverständnis weiterentwickeln konnten. Die meisten seiner Schüler blieben Sak aber zeitlebens dankbar. Eine Ausnahme ist der später in die USA emigrierte Großmeister Alex Yermolinsky, der Sak in seinem Buch The road to chess improvement (1999, ISBN 1-901983-24-2) heftig kritisiert. Sak sei autoritär gewesen und habe nur über einen beschränkten schachlichen Horizont verfügt.

## Werke
- Lasker. Fizkultura i Sport, Moskau 1963.
- The king's gambit. Batsford, London 1974, ISBN 0-7134-2914-3.
- Improve your chess results. Batsford, London 1985, ISBN 0-7134-2486-9.